# 東京大学法学部緑会合唱団

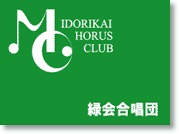
緑会合唱団の団旗

東京大学法学部緑会合唱団（とうきょうだいがくほうがくぶみどりかいがっしょうだん、Midorikai Chorus Club、略称：緑会合唱団、緑会）は、主に東京大学、お茶の水女子大学、日本女子大学の学生により構成されている混声合唱団である。名前に法学部とあるが、法学部以外の学生が入れないわけではない。

## 概要
年間2回の演奏会（ジョイントコンサート、定期演奏会）を行う。モーツァルトやシューベルトなどによる宗教音楽を中心に、あらゆるジャンルの合唱曲をレパートリーに持つ。
団名は東京大学法学部の学生自治会の一つであることを表している。
現在の常任指揮者は永井宏。

## 略歴
- 1956年 発足。初代指揮者田中信昭就任。
- 1957年 常任指揮者に沖不可止就任。同年第一回定期演奏会開催。
- 1958年 常任指揮者に岡部守弘就任。
- 1961年 常任指揮者に高階正光就任。
- 1972年 初めてオーケストラ付で演奏会を行う。曲はモーツァルトのレクイエム
- 1978年 初のジョイントコンサートを行う。
- 2003年 常任指揮者に永井宏就任。